# Cilongkrang
Cilongkrang is een bestuurslaag in het regentschap Cilacap van de provincie Midden-Java, Indonesië. Cilongkrang telt 3710 inwoners (volkstelling 2010).